# 斯坦利·卡诺
斯坦利·艾布拉姆·卡诺（英語：Stanley Abram Karnow，1925年2月4日—2013年1月27日），是美国的记者、历史学家，他介绍越南和菲律宾的战争类作品广受读者赞誉。

## 作品
- 《毛泽东与中国：从革命到革命》（1972年）
- 《越南：一段历史》（1983年）
- 《在我们的印象中，美国在菲律宾的帝国（英语：In Our Image: America's Empire in the Philippines）》（1989年）